# Alex Horne
Alexander James Jeffery Horne, född 10 september 1978 i Petworth, är en brittisk komiker. Han har skapat programformatet Bäst i test England, under namnet Taskmaster, som bland annat belönats med det engelska TV-priset BAFTA och sålts till flera länder. Han är bandledare för The Horne Section, ett band som kombinerar flera olika musikgenrer med komiska inslag.

## Biografi
Alex Horne studerade vid Lancing College mellan 1991 och 1996 och sedan vid Universitetet i Cambridge, vid Sidney Sussex College, där han studerade klassisk kultur, med filosofie kandidatexamen 2001. Medan han var i Cambridge var han medlem av universitets amatörteater och spexförening Footlights.
Han uppträdde på Edinburgh Festival Fringe första gången 2000 med sin show, How To Avoid Huge Ships. Han har därefter deltagit flera gånger och nominerades till bästa nykomling 2003, och år 2004 vann han en Chortle Award för bästa genombrottsakt. Han gjorde showerna Every Body Talks och When in Rome, som båda använde Microsoft Powerpointpresentationer för komisk effekt. Med When in Rome turnerade han år 2006 i engelska städer som grundats av romarna.
På Edinburgh Festival 2007 och 2008 gjorde han showerna Birdwatching respektive Wordwatching, vilka ledde till ett bokkontrakt om två böcker med Virgin Publishing för att omvandla showerna till skriven form. Böckerna Birdwatchingwatching och Wordwatching kom ut tidigt 2009 respektive 2010. 
Alex Horne bildade bandet The Horne Section 2010 som blandar komedi och musik. Bandet har flera gånger varit med i panelshowen 8 out of 10 Cats Does Countdown, då med Alex Horne sittande i "Dictionary Corner" med bandet bakom sig. Alex Horne var med som en deltagare i förlagan Countdown, 2008, då som tävlande. De gjorde också radioprogrammet Alex Horne Presents The Horne Section som sändes i tre säsonger mellan 2012 och 2014 på BBC Radio 4, och sedan 2018 som podcasten The Horne Section Podcast.
År 2009 kunde han inte vara med Edinburgh Festival Fringe eftersom han skulle bli far. Han skapade då en intern tävling, där han mejlade 20 komiker om priset som skulle vinnas efter 12 uppdrag på 12 månader. Han började sedan mejla ut uppdragen ett i månaden och insåg snart att det lämpade sig för en show, som han anmälde till Edinburgh Fringe året efter, 2010. Showen blev antagen och finalen för initiativet sattes upp under festivalen.
Därefter blev tävlingen antagen som TV-program på tevekanalen Dave under namnet Taskmaster 2015. Formatet såldes vidare till flera länder, bland annat Sverige under namnet Bäst i Test, varför den engelska originalutgåvan sändes i svensk TV under namnet Bäst i test England.

## Privatliv
Horne är gift med den tidigare ekonomijournalisten Rachel Horne på BBC, som sedan började på Chris Evans morgonradioprogram på Virgin Radio,  och paret har tre söner.